# مدل بيست
مهرجان مدل بست (بالإنجليزية: MDL Beast)‏ هو حدث عالمي للموسيقى والفن والثقافة. أقيم لأول مرة في العالم في العاصمة السعودية الرياض من ضمن فعاليات موسم الرياض، في الفترة ما بين 19 إلى 21 ديسمبر 2019. استقطب المهرجان خلال ثلاثة أيام أكثر من 400 ألف زائر، وفي نسخة المهرجان الثانية في ديسمبر 2021 وخلال يومه الأول تجاوز عدد الزوار 188 ألف زائر وفي يومه الثاني تجاوز عدد الزوار 217 ألف زائر وفي يومه الثالث وصل عدد الزوار إلى 174 ألف زائر وفي ختام يومه الرابع والأخير وصل عدد زواره إلى 153 ألف زائر ليصبح إجمالي مجموع زواره على مدار 4 أيام 732 ألف زائر ليصبح بذلك أكبر وأضخم مهرجان للموسيقى الإلكترونية في العالم.
يعد المهرجان أكبر وأضخم مهرجان للموسيقى الإلكترونية في العالم، حيث يتسع لـ200 ألف شخص، تقام على خمسة مسارح كبرى ويشتمل المهرجان على 18 عنوانًا عالميًا و28 عرضا عالميا وبمشاركة أكثر من 100 فنان وموسيقي ودي جيه (DJ) بما في ذلك: أفروجاك و (Camelphat) وجي بالفين وتييستو، ومن أبرز الضيوف كل من: ديفيد غيتا، ومارتن غاركس، وستيف أوكي، وريهاب، بالإضافة إلى 24 من الفنانين الإقليميين، مثل عمرو دياب، رابح صقر، راشد الماجد، ماجد المهندس ومحمد حماقي، بالإضافة إلى عدد من الفنانين العالميين الآخرين.
يعد المهرجان الموسيقي منصة تضم العديد من المشاريع بما في ذلك الأحداث المحلية والعالمية الجارية، وقنوات الإنترنت والإذاعة، واستوديوهات التسجيل، ومؤسسات غير ربحية تروج لتعليم الموسيقى.

## اليوم الأول
في يوم الخميس 19 ديسمبر، كسر مهرجان مدل بيست الموسيقي حاجز التوقعات حيث سجل في أول أيامه أكثر من 130 ألف زائر، متفوقًا بذلك على كبريات المهرجانات الخاصة بالموسيقى الإلكترونية في العالم.[بحاجة لمصدر]
أزاح مهرجان مدل بيست الرياض الموسيقي مهرجان كوتشيلا الذي يقام سنويًا في في إنديو (كاليفورنيا) ومهرجان تومورلاند الذي يقام كل عام في بلجيكا عن عرش صدارة أكبر المهرجانات في العالم. وبذلك يحتل مهرجان مدل بيست الرياض قائمة أكبر المهرجانات الموسيقية في العالم بعدد حضور يومي يناهز 130 ألف زائر ويليه مهرجان كوتشيلا الأمريكي بحضور 99 ألفًا في اليوم ثم مهرجان تومورلاند البلجيكي بعدد حضور يومي يقترب من 66 ألفًا.

### المشاركون
- الفارابي
- أنمارز (en:ANMARZ)
- بالو (en:BALOO)
- بلاك كوفي (en:BLACK COFFEE)
- (en:CARLO)
- (en:COSMICAT)
- ديش داش (en:DISH DASH)
- إدواردو (en:DON EDWARDO)
- موسى (en:MOSES)
- (en:EL FUEGO)
- (en:GEHLEN)
- هتون (en:HATOON)
- جيمي جونز (en:JAMIE JONES)
- (en:K.LED)
- ماجد (en:MAJID)
- ماركو كارولا (en:MARCO CAROLA)
- مارتن غاريكس (en:MARTIN GARRIX)
- (en:N7)
- (en:NAS-G)
- (en:PRUNK)
- (en:RIO)
- (en:SPCEBOI)
- تييستو(TIËSTO)
- فاينل مود (VINYL MODE)

## الجمعة 20 ديسمبر
- (en:A2B)
- بالو (en:BALOO)
- (en:CAMELPHAT)
- داني تيناجليا (en:DANNY TENAGLIA)
- ديفيد جوتا (en:DAVID GUETTA)
- (en:DESERTF!SH)
- ديش داش (en:DISH DASH)
- (en:FISHER)
- (en:HATS & KLAPS)
- (en:J BALVIN)
- (en:JIMPSTER)
- (en:K.LED)
- ماجد (en:MAJID)
- ليدي لو (en:LADY LOU)
- (en:LTJ BUKEM)
- (en:MIZAN)
- (en:NOMAD)
- (en:NOURAH & SEAN)
- (en:RDJ)
- (en:SHISMA)
- ستيف أوكي (en:STEVE AOKI)
- تامر عنتابلي (en:TAMER ANTABI)
- طارق عنتابلي (en:TAREK ANTABI)
- (en:THE ENGINEERS)
- فارو (en:VAROO)
- فاينل مود (en:VINYL MODE)

## السبت 21 ديسمبر
- أفروجاك (en:AFROJACK)
- أنمارز (en:ANMARZ)
- أزم (en:AZM)
- بالو (en:BALOO)
- بكر (en:DBKR)
- ديش داش (en:DISH DASH)
- غلاكسي جوس (en:GALAXY JUICE)
- (en:HATS & KLAPS)
- ايباز (en:IBZ)
- جيمي (en:JEME)
- ماد (en:MAD)
- ماجد (MAJID)
- موجاد (en:MOJAD)
- عمر باسعد (en:Omar Basaad)
- ريهاب(R3HAB)
- سلفاتوري غاناتشي (en:Salvatore Ganacci)
- سيباستيان (en:SEBASTIAN INGROSSO)
- تامر عنتابلي (en:TAMER ANTABI)
- فارو (en:VAROO)
- فاينل مود (en:VINYL MODE)

## أبرز المشاركين
- فيشر
- دافيد غيتا